# 阿洛伊斯王储 (列支敦士登)
阿洛伊斯（德語：Alois，1968年6月11日—）全名为阿洛伊斯·菲利普·馬利亞（Alois Philipp Maria），列支敦斯登攝政王。

## 攝政
2004年的列支敦士登日，父親漢斯·亞當二世正式將日常政府決策的權力移交給了阿洛伊斯，為政權過渡到新一代做好了準備。漢斯·亞當二世仍然是國家元首。

## 家庭
1993年，阿洛伊斯與巴伐利亞的索菲女公爵結婚，索菲的父親巴伐利亞的公爵馬克斯是前巴伐利亞王室首領阿爾布雷希特的次子，現任王室首領法蘭茲的弟弟。阿洛伊斯與索菲共有3子1女：
1. 約瑟夫·文策爾（Joseph Wenzel，1995年出生）
2. 瑪麗·卡羅琳（Marie Caroline，1996年出生）
3. 格奧爾格（Georg，1999年出生）
4. 尼庫勞斯（Nikolaus，2000年出生）

## 頭銜
- 1968年6月11日至1989年11月13日：里特貝格伯爵阿洛伊斯王子殿下（HSH Prince Alois of Liechtenstein，Count Rietberg）
- 1989年11月13日至今：列支敦斯登王儲殿下（HSH The Hereditary Prince of Liechtenstein）
  - 2004年8月15日至今：列支敦斯登攝政王殿下（HSH The Prince Regent of Liechtenstein）

## 榮譽
- 列支敦斯登 列支敦斯登親王國功績勳章（英语：Order of Merit of the Principality of Liechtenstein）大師級 (Grand Star of the Order of Merit of the Principality of Liechtenstein)

#### 其他榮譽
- 奥地利 奧地利共和國服務榮譽勳章（英语：Decoration of Honour for Services to the Republic of Austria） (Grand Decoration of Honour in Gold with Sash for Services to the Republic of Austria)